# Tauriac-de-Camarès
Tauriac-de-Camarès – miejscowość i gmina we Francji, w regionie Oksytania, w departamencie Aveyron. W 2013 roku jej populacja wynosiła 49 mieszkańców. Gmina położona jest na terenie Parku Regionalnego Grands Causses. 